# William G. Tapply
William G. Tapply, né le 16 juillet 1940 à Waltham, dans le Massachusetts, et mort 28 juillet 2009 à Hancock, dans le New Hampshire, est un écrivain américain, auteur de roman policier.

## Biographie
Il fait des études supérieures en enseignement à l'université Harvard. Il est ensuite professeur dans une école secondaire et dans un collège avant de se consacrer à l'écriture d'une quarantaine romans policiers. Il est connu pour la série de whodunits ayant pour héros l'avocat détective Brady Coyne.
Il a également signé des ouvrages sur la pêche, son passe-temps favori.

## Œuvres

### Romans

#### SérieBrady Coyne
- Death at Charity's Point (1984)
- The Dutch Blue Error (1984)
- Follow The Sharks (1985)
- The Marine Corpse ou A Rodent of Doubt (1986) Publié en français sous le titre L’habit ne fait pas le moine, trad. de Françoise Mayneris, Paris, Éditions Gérard de Villiers, « Polar U.S.A. » no 27, 1989, 360 p.  (ISBN 2-7386-0073-5)
- Dead Meat (1987)
- The Vulgar Boatman (1988)
- A Void In Hearts (1988)
- Dead Winter (1989)
- Client Privilege (1990)
- The Spotted Cats (1991)
- Tight Lines (1992)
- The Snake Eater (1993)
- The Seventh Enemy (1995)
- Close To The Bone (1996)
- Cutter's Run (1998)
- Muscle Memory (1999)
- Scar Tissue (2000)
- Past Tense (2001)
- A Fine Line (2002)
- Shadow of Death (2003)
- Nervous Water (2005)
- Out Cold (2006)
- One-Way Ticket (2007)
- Hell Bent (2008)
- Outwitting Trolls (2010)

### SérieBrady Coyne / J.W. Jackson, (avec Philip R. Craig)
- First Light (2001)
- Second Sight (2004)
- Third Strike (2007)

### SérieStoney Calhoun
- Bitch Creek (2004) Publié en français sous le titre Dérive sanglante, trad. de Camille Fort-Cantoni, Paris, Éditions Gallmeister, coll « Noire », 2007, 267 p.  (ISBN 978-2-35178-011-4) ; réédition, Gallmeister, Totem no 20, 2012
- Gray Ghost (2007) Publié en français sous le titre Casco Bay, trad. de François Happe, Paris, Éditions Gallmeister, coll « Noire », 2008, 290 p.  (ISBN 978-2-35178-018-3) ; réédition, Gallmeister, Totem no 35, 2014
- Dark Tiger (2009) Publié en français sous le titre Dark Tiger, trad. de François Happe, Paris, Éditions Gallmeister, coll « Noire », 2010, 251 p.  (ISBN 978-2-35178-032-9)

### Autres romans
- Thicker Than Water (1995) (avec Linda Barlow)
- The Nomination (2011)

### Autres publications
- Those Hours Spent Outdoors (1988)
- Opening Day and Other Neuroses (1990)
- Home Water - Near and Far (1992)
- Sportsman's Legacy (1993)
- The Elements of Mystery Fiction: Writing a Modern Whodunit (1995)
- A Fly-Fishing Life (1997)
- Bass Bug Fishing (1999)
- Upland Days (2000)
- Pocket Water: Confessions of a Restless Angler (2001)
- The Orvis Pocket Guide to Fly Fishing for Bass: When, Where, And How to Catch Largemouths and Smallmouths (2003)
- Gone Fishin': Ruminations on Fly Fishing (2004)
- Trout Eyes: True Tales of Adventure, Travel, and Fly-Fishing (2007)
- Upland Autumn: Birds, Dogs, and Shotgun Shells (2009)
- Every Day Was Special (2010)